# República da Venezuela (1953-1999)
```
   |-
       |
Erro:
:  
valor não especificado para "
nome_comum
"

   |-
       | 
Erro:
:  
valor não especificado para "
continente
"
```

República da Venezuela (em castelhano: República de Venezuela) foi um Estado democrático estabelecido pela primeira vez em 1953, como substituição dos Estados Unidos da Venezuela. A República da Venezuela enfrentou quatro golpes e tentavas de golpes de Estado, o último sendo de 4 de fevereiro de 1992 a 27 de novembro de 1992, durante o governo de Carlos Andrés Pérez, a tentativa fracassada de golpe foi liderada por Hugo Chávez. O nome do país foi renomeado para República Bolivariana da Venezuela em 1999 por Hugo Chavez, seis anos depois da tentativa de golpe.